# Sali Landricina
Salí-Emanuele Landricina (* 13. April 1971 in Hamburg) ist ein ehemaliger deutscher Schauspieler italienischer Herkunft.
Sali Landricina ist der Sohn des Produktionsleiters und Produzenten Cesare Landricina.
Landricina spielte von Ende 1992 bis 1996 als zweiter Darsteller die Rolle Peter Becker in der RTL-Seifenoper Gute Zeiten, schlechte Zeiten. Zuvor spielte er bereits in der 1986 ausgestrahlten ZDF-Serie „Urlaub auf italienisch“ den Andreas „Andy“ Korn.
Heute hat er sich von der Schauspielerei ganz zurückgezogen. In Hamburg absolvierte er eine Ausbildung zum Groß- und Außenhandelskaufmann.